# Kärl (växtdel)
Kärl i växter består av:
- Xylem
  - Även kallat vedkärl och vars uppgift är att leda vatten genom växten men även ge stadga åt växten. Xylem kan även bestå av dött material.
- Floem
  - Även kallat silrör på grund av sin uppbyggnad och vars uppgift är att leda mineralämnen samt näringsämnen.